# Joan I de Brandenburg
Joan I de Brandenburg (±1220 - 4 d'abril del 1266) va ser des del 1220, junt amb el seu germà Otó III el marcgravi de Brandenburg. Era el fill major d'Albert II de Brandenburg i de Matilde de Lusàcia.

## Marcgraviat
El govern conjunt dels dos marcgraves es va caracteritzar per una expansió, per conquesta o compra, del marcgraviat amb el que restava de Teltow i Barnim, Uckermark, el Senyoriu de Stargard, el Land Lebus i parts de Neumark a l'est de l'Oder. Es consolidà la posició de Brandenburg dins del Sacre Imperi Romanogermànic, i en 1256 Otó III fou candidat per ser elegit rei dels alemanys.
Va ser un dels electors d'Alfons X el Savi, va fundar les ciutats de Berlín, Neubrandenburg i Frankfurt de l'Oder. Va ampliar el castell a la rodalia de Spandau i el van convertir en la seva residència preferida. Abans de la seva mort, es van repartir Marcgraviat en un Joanina i una part otoniana.